# ۸۷ (عدد)
۸۷(هشتاد و هفت) یک عدد طبیعی است که بعد از ۸۶ و قبل از ۸۸ قرار دارد  